# Pullo (distrito)
Pullo é um distrito do peru, departamento de Ayacucho, localizada na província de Parinacochas.

## Transporte
O distrito de Pullo é servido pela seguinte rodovia:
- AY-115, que liga a cidade de Coracora ao distrito de Sancos [1][2][3]